# Fuga da Scorpion Island
Fuga da Scorpion Island (Escape from Scorpion Island) è un game show britannico in cui i concorrenti cercano di fuggire da un'isola esotica facendo varie sfide per migliorare le loro possibilità di fuga.
La prima serie 1 è stata fatta dalla RDF Television per la CBBC. A partire dalla seconda serie lo show è stato prodotto da Foundation/Freehand per CBBC e ABC Television in Australia. La quinta serie è stata trasmessa nel 2011. Una sesta serie è stata confermata ma è stato successivamente annullata.
In Italia il programma viene trasmesso dalla seconda stagione, che è stata trasmessa per la prima volta su Disney XD da febbraio 2011 e dal 25 febbraio 2014 gratuitamente sul canale Super!.

## Trama
I quattro concorrenti del Team Pungiglione e quelli del Team Chela composti da sedici ragazzi naufraghi, dopo aver visto 10 prigionieri nascosti in un'orribilissima gabbia, dovranno assolutamente superare qualsiasi prova dalla Sfida del Limbo in poi, sfuggire dalla sperduta, ma terribile, infida e maledetta isola, vincere un prigioniero e aggiudicarsi i premi ad ogni squadra vincente a chi ottiene più elementi per la probabilità di fuga e prendere il comando ad ogni avventura.

## Episodi
| Edizione         | Puntate | Prima TV UK | Prima TV Italia |
| ---------------- | ------- | ----------- | --------------- |
| Prima edizione   | 30      | 2007        | inedita         |
| Seconda edizione | 30      | 2008        | 2014            |
| Terza edizione   | 30      | 2009        | inedita         |
| Quarta edizione  | 28      | 2010        | inedita         |
| Quinta edizione  | 25      | 2011        | inedita         |